# أندي كينت
أندي كينت (بالإنجليزية: Andy Kent)‏ هو عازف قيثارة أسترالي، ولد في 1969 في ويلينغتون في نيوزيلندا.

## وصلات خارجية
- أندي كينت على موقع ميوزك برينز (الإنجليزية)